# Maravillas del mundo

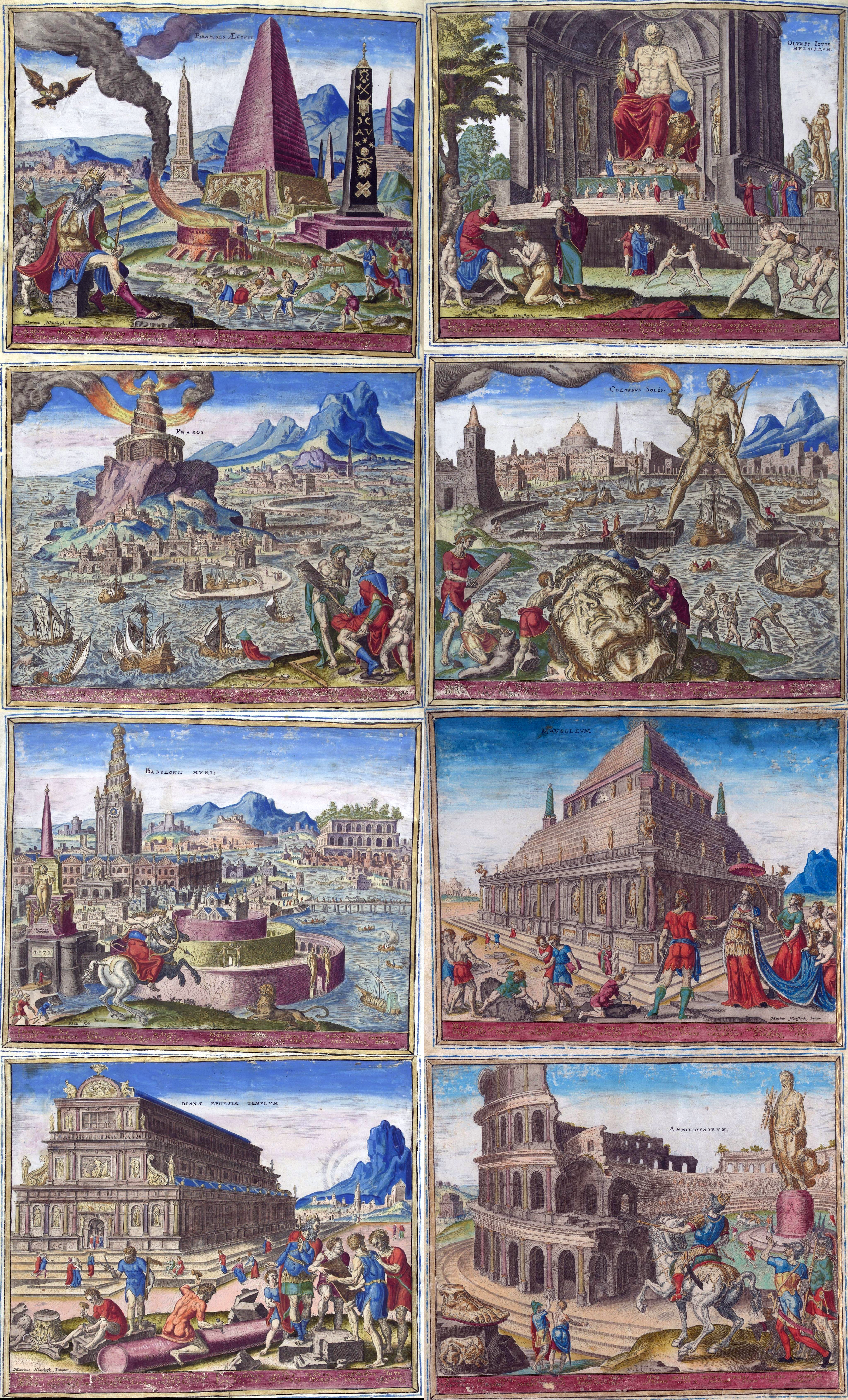
Las Siete Maravillas del Mundo Antiguo (de izquierda a derecha, de arriba abajo): Gran Pirámide de Guiza, Jardines Colgantes de Babilonia, Templo de Artemisa en Éfeso, Estatua de Zeus en Olimpia, Mausoleo en Halicarnaso (también conocido como Sepulcro de Mausoleion), Coloso de Rodas, y el Faro de Alejandría descrito por el artista holandés del Martin Van Heemskerck.

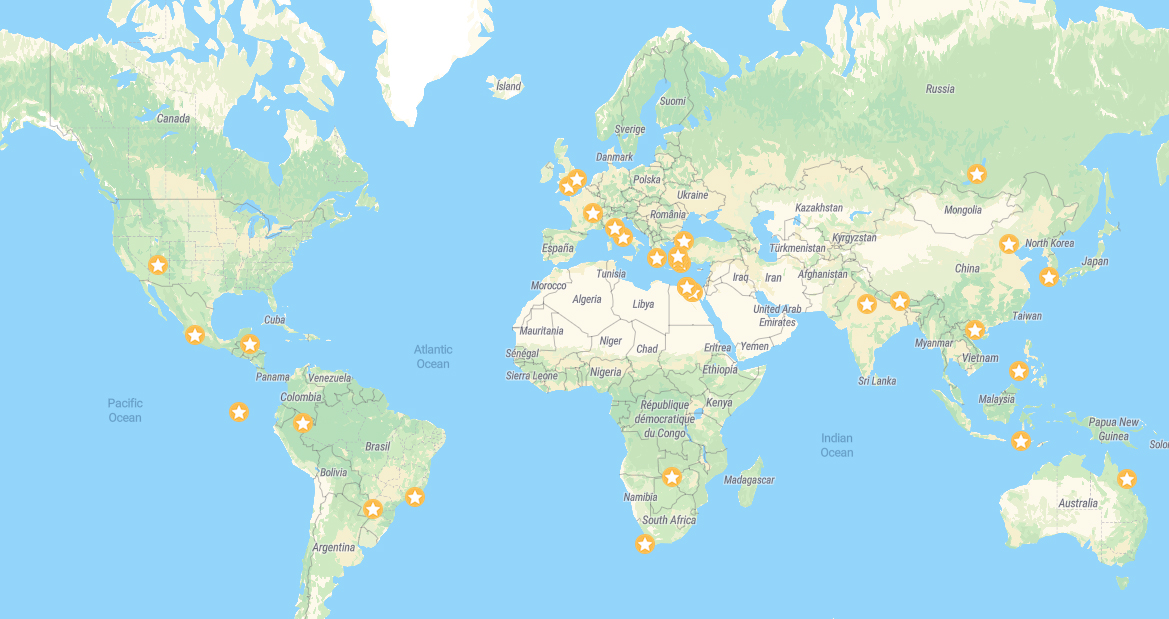
Mapa de las Maravillas del Mundo (mapa interactivo)

Varias listas de las maravillas del mundo han sido realizadas desde la antigüedad hasta el presente para catalogar la mayoría de maravillas naturales del mundo y estructuras hechas por el hombre.
Las siete maravillas del mundo antiguo es la primera lista conocida de las creaciones más notables de la antigüedad clásica; está basada en guías turísticas populares entre los turistas helénicos y sólo incluye aquellas localizadas en la cuenca del Mediterráneo y Mesopotamia. Fueron elegidas siete porque los griegos creían que este número representaba la perfección y plenitud y porque era el número de los cinco planetas conocidos en la antigüedad más el Sol y la Luna.
Muchos listas similares han sido hechas.

## Siete Maravillas del Mundo Antiguo

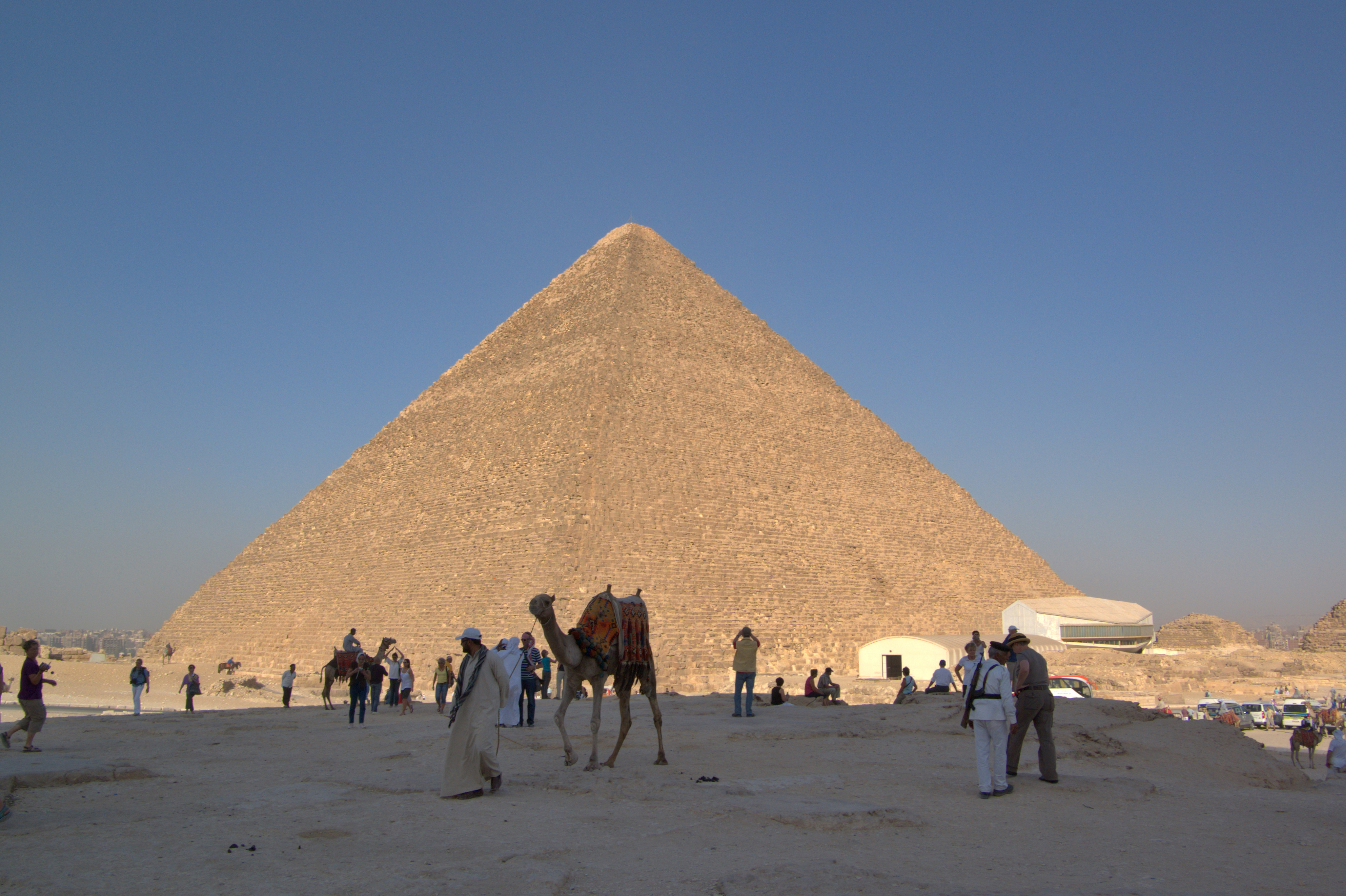
La Gran Pirámide de Guiza, la única maravilla del mundo antiguo todavía en existencia

El historiador Heródoto (484 – c. 425 a. C.) y el erudito Calímaco de Cirene (c. 305–240 a. C., del Museo de Alejandría, realizaron listas de siete maravillas. Sus escritos no han sobrevivido, excepto como referencias.
Las siete maravillas clásicas eran:
- Gran Pirámide de Guiza (la única que todavía existe)
- Coloso de Rodas
- Jardines Colgantes de Babilonia
- Faro de Alejandría
- Mausoleo de Halicarnaso
- Estatua de Zeus en Olimpia
- Templo de Artemisa en Éfeso

## Listas de otras eras

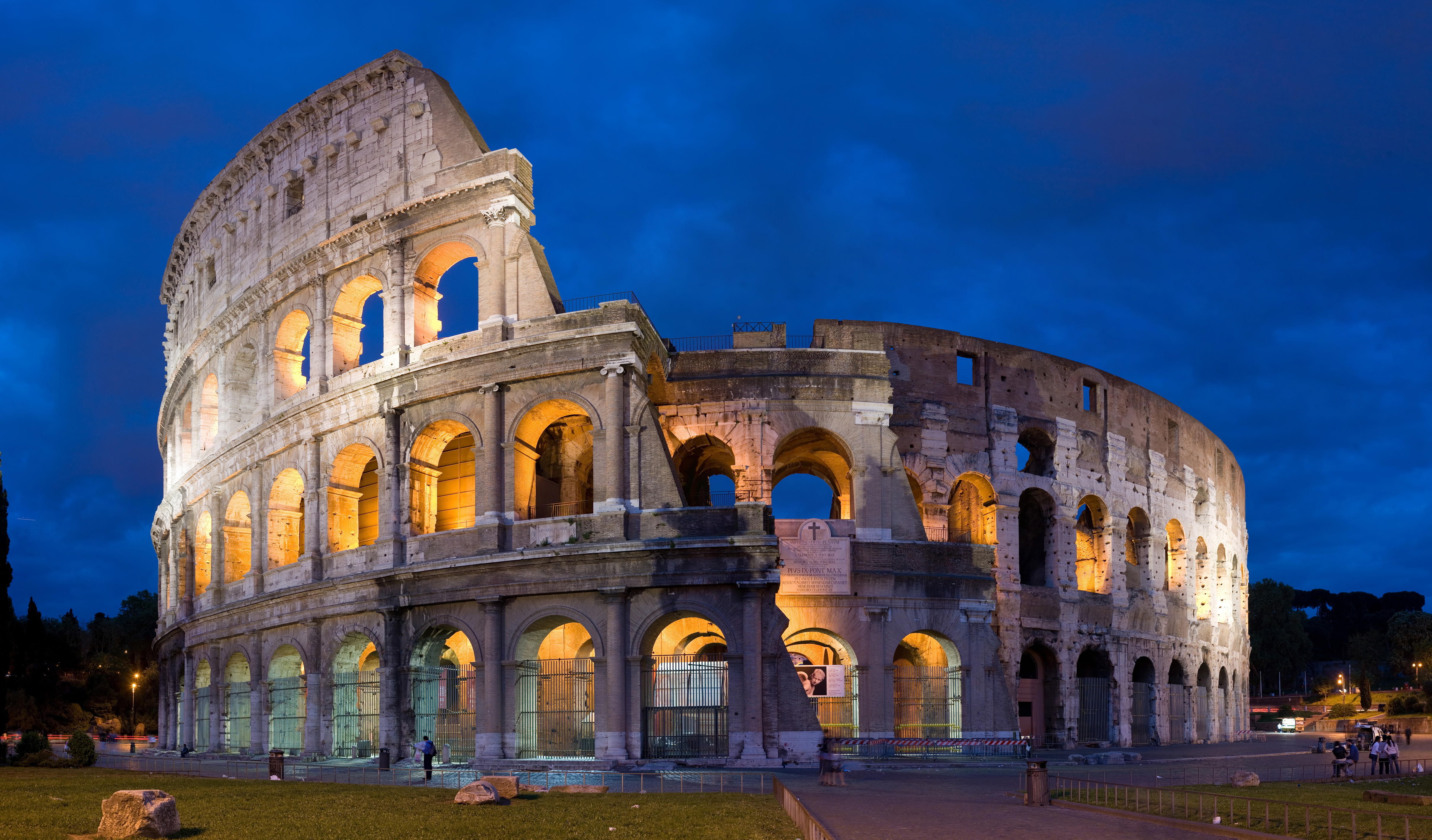
El Coliseo

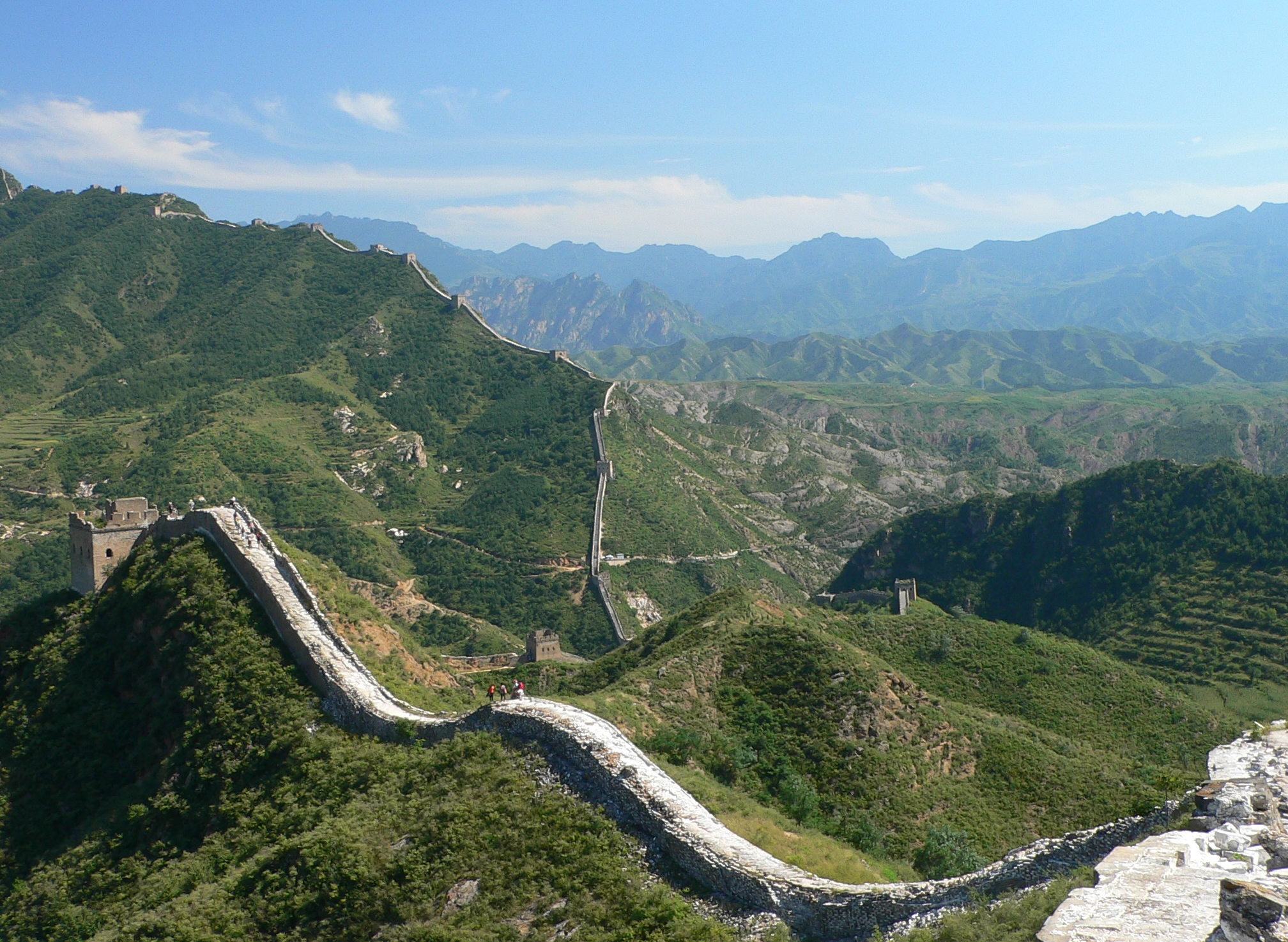
La Gran Muralla China

Santa Sofía

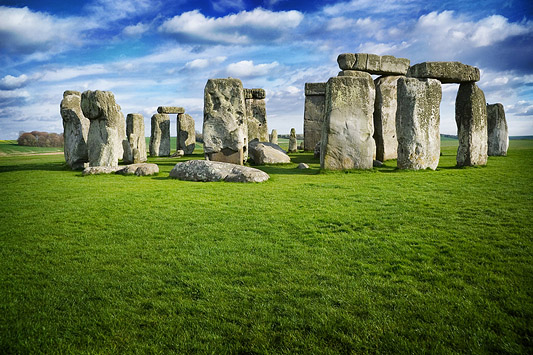
Stonehenge

Machu Picchu

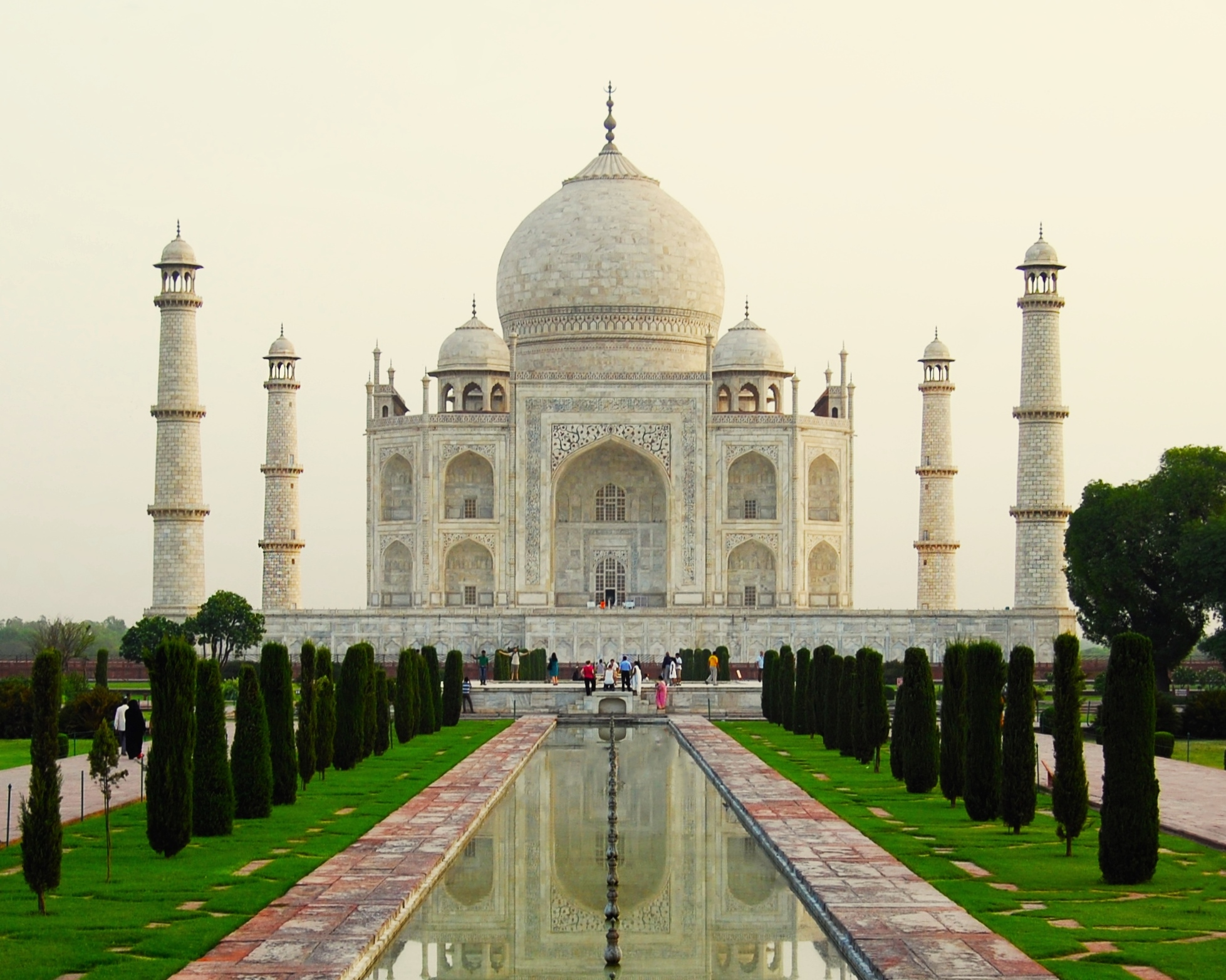
Taj Mahal

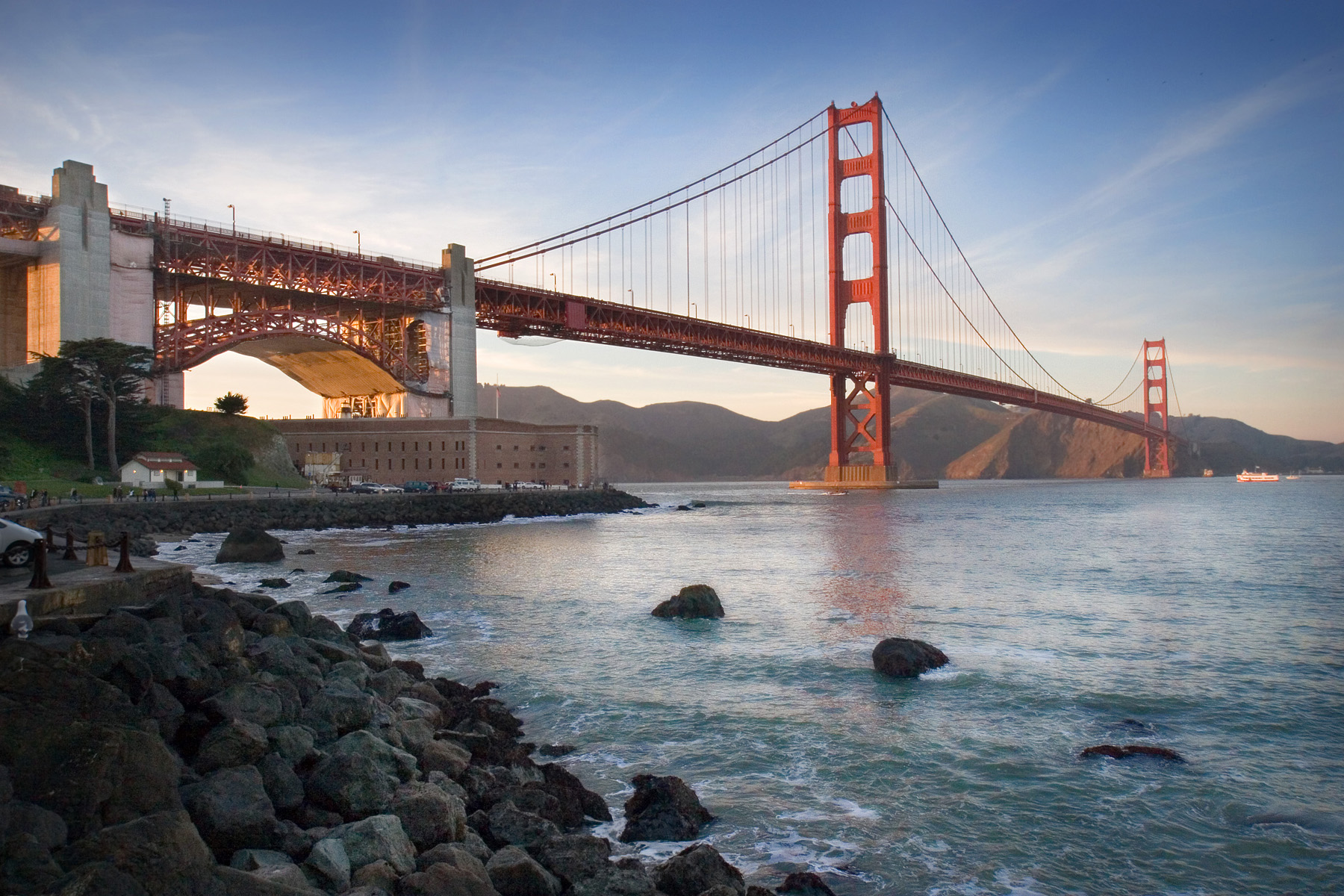
Puente de Golden Gate

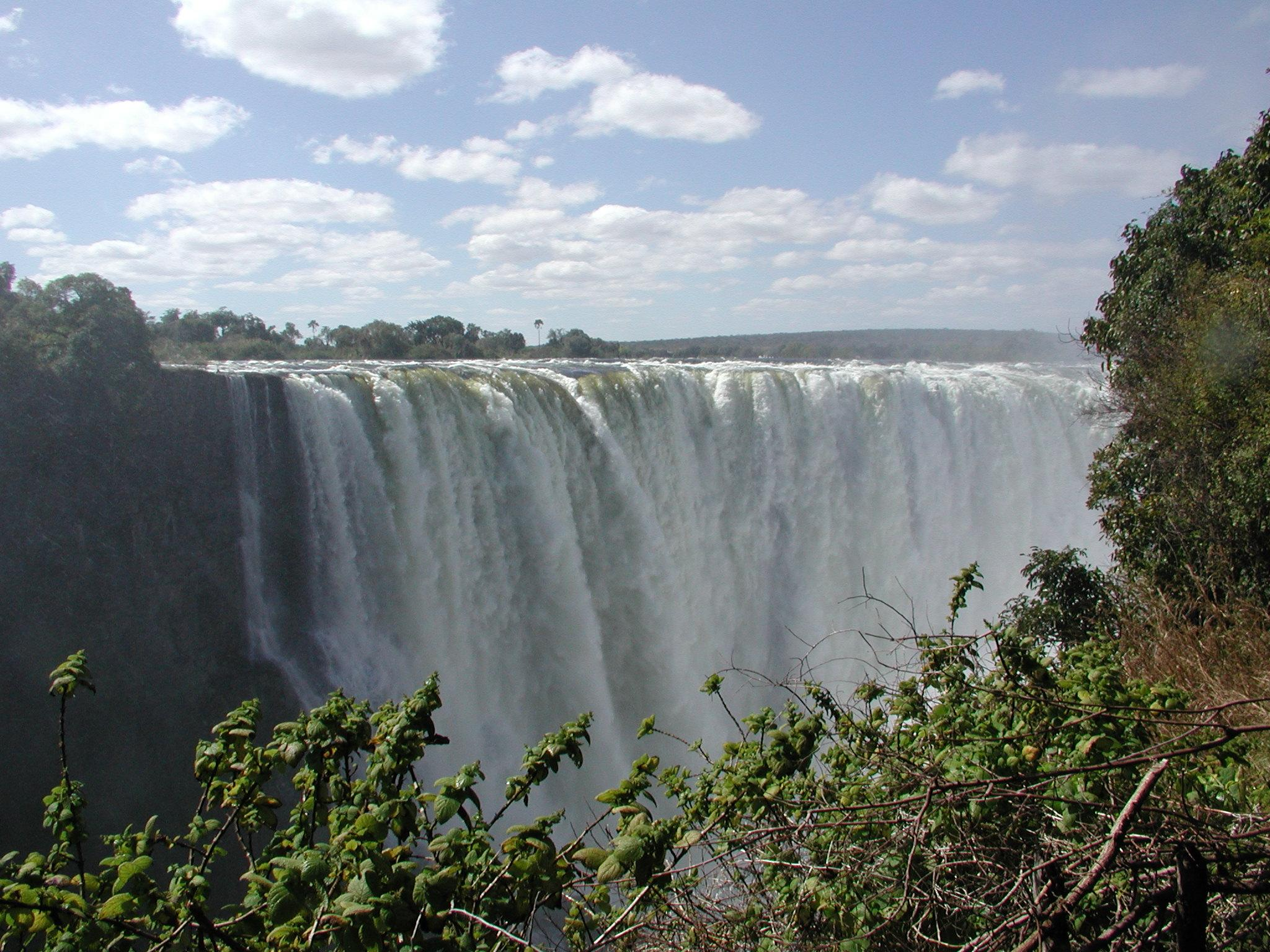
Las Cataratas Victoria son la caída de agua más grande del mundo en términos de área

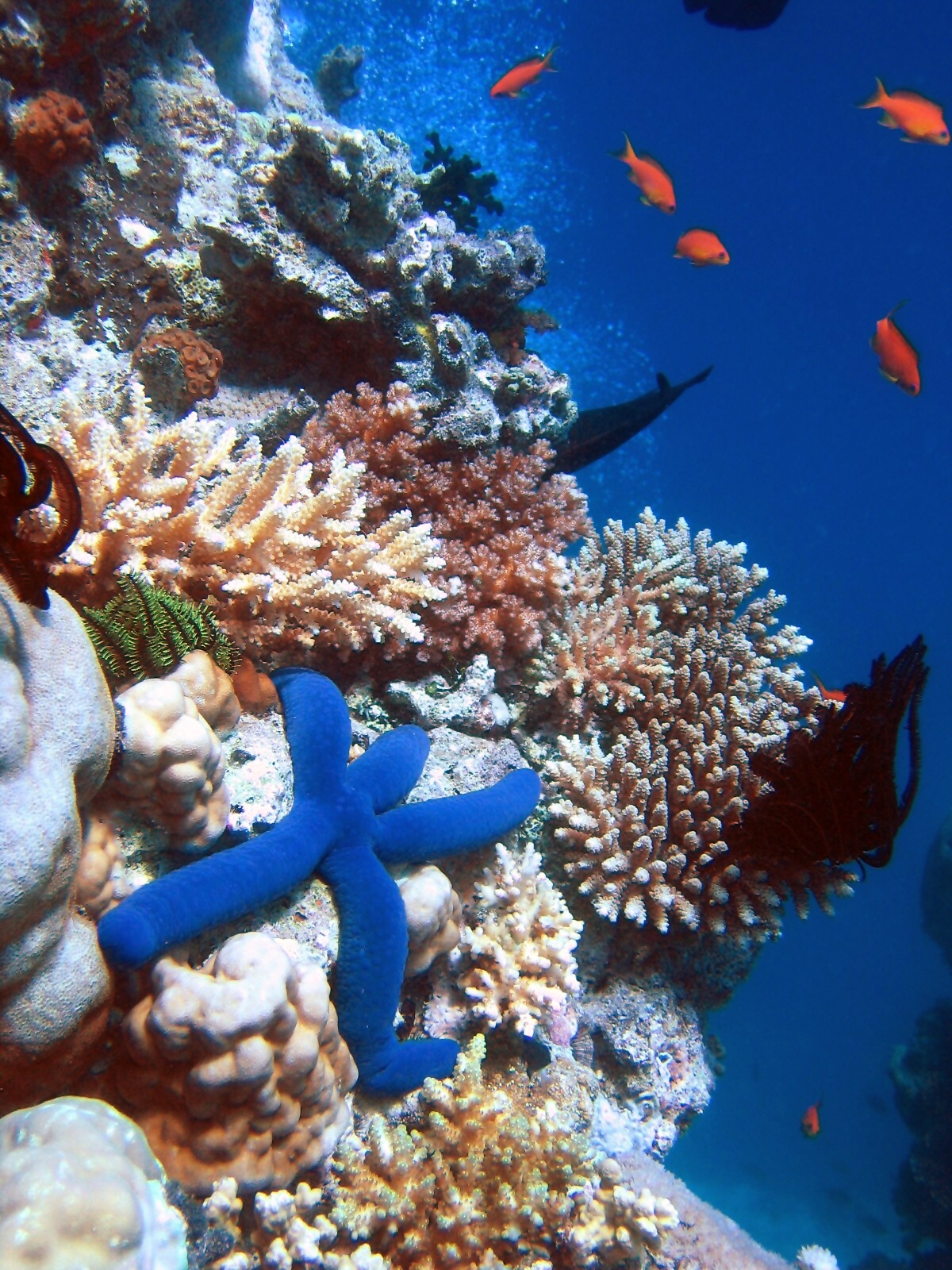
El Gran Barrera de Coral

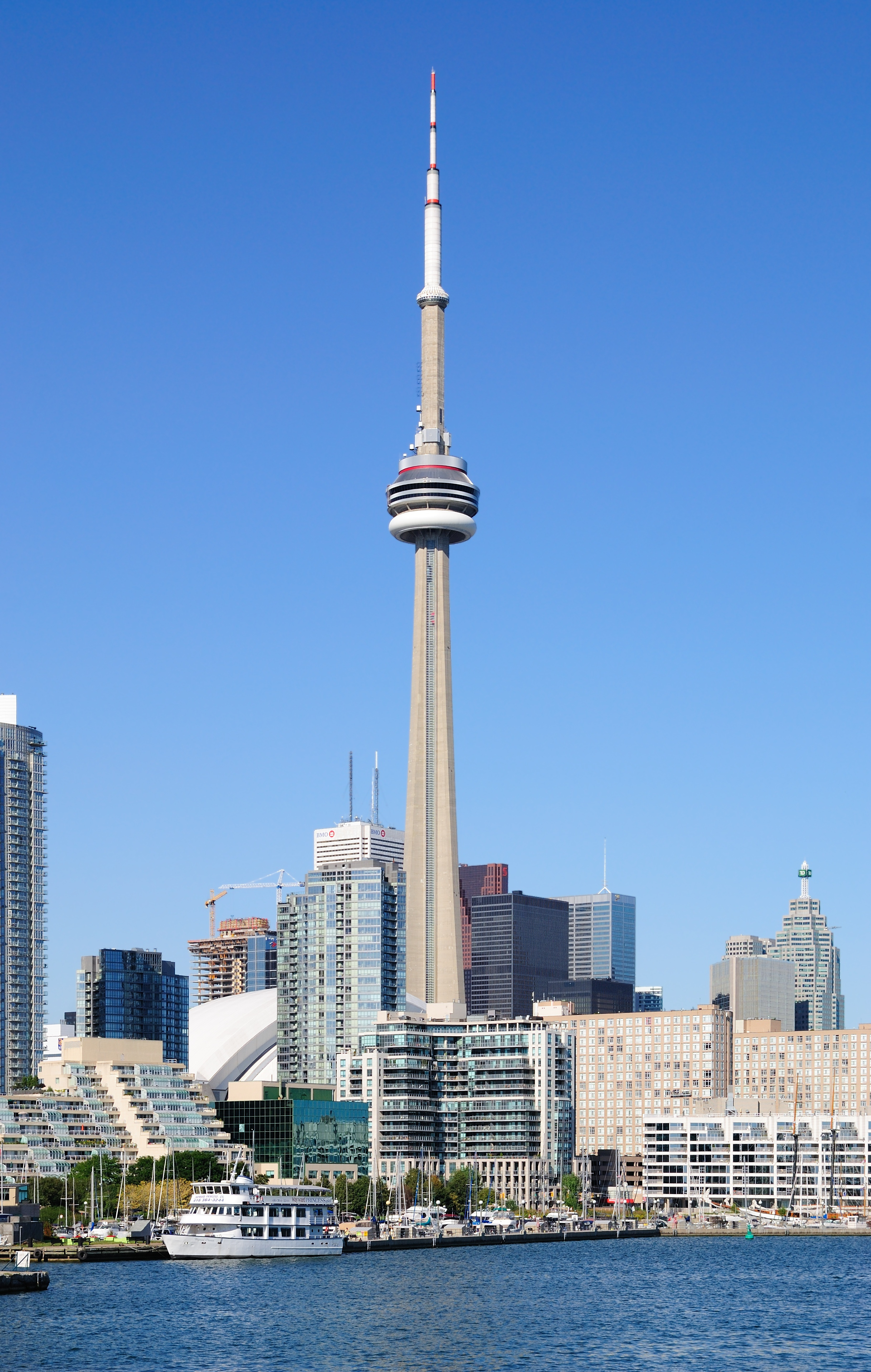
Torre CN

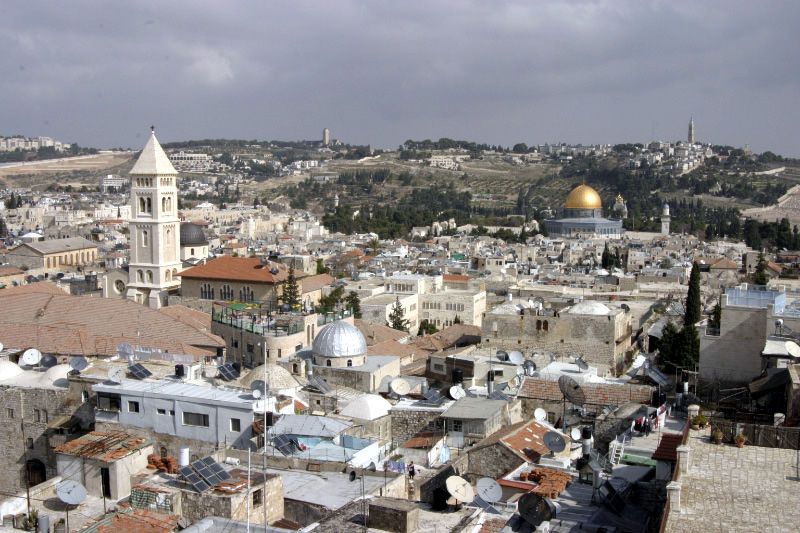
Ciudad vieja de Jerusalén

En el siglo XIX y principios del XX algunos autores realizaron sus propias listas con nombres como Maravillas de las Edades Medias, Siete Maravillas de las Edades Medias, Siete Maravillas de la Mente Medieval, y Maravillas Arquitectónicas de las Edades Medias. Aun así, es poco probable que estas lista se originaran en la Edad Media, porque la palabra "medieval" no fue inventada hasta la era de la Ilustración, y el concepto de una Edad Media no se hizo popular hasta el siglo XVI. El diccionario Brewer de Frase y Fábula se refiere a ellas como "listas tardías" sugiriendo que las listas fueron creadas después de la Edad Media.
Muchos de las estructuras de estas listas fueron construidas mucho antes de la Edad Media pero eran bien conocidas.
Típicamente representativas son:
- Catacumbas de Kom el Shogafa
- Coliseo
- Gran Muralla China
- Santa Sofía
- Torre de Pisa
- Torre de porcelana
- Stonehenge

Otros sitios a veces incluidos en tales listas:
- Ciudadela de El Cairo[7]
- Abadía de Cluny[8]
- Catedral de Ely[9]
- Taj Mahal[10]

## Listas recientes
Siguiendo la tradición de la lista clásica, organizaciones y personas modernas han hecho sus propias listas de maravillosas antiguas y modernas. Algunas de las listas más notables son las siguientes:

### Sociedad Estadounidense de Ingenieros Civiles
En 1994, la Sociedad Estadounidense de Ingenieros Civiles realizó una lista de siete maravillas del mundo moderno, rindiendo tributo a los "mayores logros de ingeniería civil del siglo XX".
| Maravilla                           | Fecha de inicio        | Fecha de término    | Ubicación                                                                | Importancia |
| ----------------------------------- | ---------------------- | ------------------- | ------------------------------------------------------------------------ | --- |
| Eurotúnel                           | 1 de diciembre de 1987 | 6 de mayo de 1994   | Paso de Calais, entre el Reino Unido y Francia                           | La porción de túnel subacuática del mundo |
| Torre CN                            | 6 de febrero de 1973   | 26 de junio de 1976 | Toronto, Ontario, Canadá                                                 | La estructura independiente más alta del mundo desde 1976 a 2007 |
| Empire State Building               | 17 de marzo de 1930    | 11 de abril de 1931 | Ciudad de Nueva York, Nueva York, EE. UU.                                | La estructura más alta del mundo entre 1931 y 1954 Estructura independiente más alta del mundo entre 1931 y 1967. Edificio más alto del mundo entre 1931 y 1970. Primer edificio con más de 100 plantas de la historia. |
| Puente de Golden Gate               | 5 de enero de 1933     | 27 de mayo de 1937  | Estrecho de Golden Gate, norte de San Francisco, California, EE. UU.     | El tramo principal de un puente colgante más largo del mundo entre 1937 y 1964 |
| Represa de Itaipú                   | Enero de 1970          | 5 de mayo de 1984   | Río Paraná, entre Brasil y Paraguay                                      | La instalación hidroeléctrica más grande del mundo en términos de generación eléctrica anual |
| Plan Delta y las obras de Zuiderzee | 1920                   | 10 de mayo de 1997  | Zelanda, Holanda Del sur, Holanda Del norte, Frisia y Flevoland, Holanda | El proyecto de ingeniería hidráulico más grande emprendido por Holanda durante el siglo XX. |
| Canal de Panamá                     | 1 de enero de 1880     | 7 de enero de 1914  | Istmo de Panamá                                                          | Uno de los proyectos de ingeniería más grandes y difíciles jamás realizados. |

### Nuevas siete maravillas modernas deUSA Today2006
En noviembre de 2006 el diario estadounidense de tirada nacional USA Today y el programa de televisión Good Morning América reveló una lista de las nuevas siete maravillas escogidas por seis jueces. Una octava maravilla fue escogida el 24 de noviembre de 2006 escogida por los espectadores.
| Número | Maravilla                                                    | Ubicación                    |
| ------ | ------------------------------------------------------------ | ---------------------------- |
| 1      | Palacio de Potala                                            | Lhasa, Tíbet, China          |
| 2      | Ciudad vieja de Jerusalén                                    | Jerusalén[n 1]               |
| 3      | Casquete polar                                               | Regiones polares             |
| 4      | Monumento nacional marino de Papahānaumokuākea               | Hawái, Estados Unidos        |
| 5      | Internet                                                     | Tierra                       |
| 6      | Ruinas Mayas                                                 | Península de Yucatán, México |
| 7      | Gran Migración de Serengueti y Masái Mara                    | Tanzania y Kenia             |
| 8      | Gran Cañón (octava maravilla. escogida por los espectadores) | Arizona, Estados Unidos      |

### Siete maravillas naturales del mundo
Al igual que con las otras listas de maravillas no hay ningún consenso sobre ninguna lista de siete maravillas naturales del mundo y ha habido debate sobre cómo de larga debería ser. Uno del muchas listas que existen es la de la CNN:
- Aurora
- Gran Cañón
- Gran Barrera de Coral
- Puerto de Río de Janeiro (Bahía de Guanabara)
- Monte Everest
- Volcán Paricutín
- Cataratas Victoria

### Nuevas siete maravillas del mundo
En 2001 una iniciativa de la empresa suiza New7Wonder Fundation escogió las nuevas siete maravillas del mundo de una selección de 200 monumentos existentes a través de votos en línea. La gran pirámide de Giza, la única todavía en pie de las siete maravillas antiguas, no fue uno de los ganadores anunciados en 2007 pero fue añadido como candidato honorario.
| Maravilla                                    | Fecha de construcción            | Ubicación |
| -------------------------------------------- | -------------------------------- | --------- |
| Gran Muralla China                           | Desde el siglo VII a. C.         | China     |
| Petra                                        | c. 100 a. C.                     | Jordania  |
| Cristo Redentor                              | Abierto el 12 de octubre de 1931 | Brasil    |
| Machu Picchu                                 | c. 1450 e.c                      | Perú      |
| Chichén Itzá                                 | c. 600 e.c                       | México    |
| Coliseo                                      | Completado en el año 80 e.c      | Italia    |
| Taj Mahal                                    | Completado en c. 648 e.c         | India     |
| Gran Pirámide de Guiza (candidato honorario) | Completado c. 2560 a. C.         | Egipto    |

### Nuevas siete maravillas de la naturaleza
Nuevas siete maravillas de la naturaleza (2007–2011), fue un esfuerzo contemporáneo para crear una lista de siete maravillas naturales escogidas a través de una encuesta global, estuvo organizado por el mismo grupo de la campaña de las nuevas siete maravillas.
- Cataratas del Iguazú
- Bahía de Ha-Long
- Isla de Jeju
- Río subterráneo de Puerto Princesa
- Montaña de la Mesa
- Isla de Komodo
- Selva amazónica

### Nuevas siete ciudades maravillosas
Nuevas siete ciudades maravillosas es el tercera de las listas organizadas por New7Wonders
- Durban, Sudáfrica
- Vigan, Filipinas
- La Habana, Cuba
- Kuala Lumpur, Malasia
- Beirut, Líbano
- Doha, Catar
- La Paz, Bolivia

### Siete maravillas submarinas del mundo
Las siete maravillas submarinas del mundo fue una lista creada por CEDAM International, un grupo de buceadores sin ánimo de lucro de EE.UU dedicado a la preservación de los océanos y la investigación.
En 1989 CEDAM reunió a un grupo de científicos marinos, incluyendo al Eugenie Clark, para elegir áreas submarinas que consideraban dignos de ser protegidos. Los resultados fueron anunciados en el Acuario Nacional de Washington D. C. por el actor Lloyd Bridges, estrella del programa de televisión Sea Hunt:
- Palaos
- Barrera del Arrecife de Belice
- Gran Barrera de Coral
- Fuente hidrotermal
- Islas Galápagos
- Lago Baikal
- Mar Rojo

### Siete maravillas del mundo industrial
La autora británica Deborah Cadbury escribió Siete maravillas del mundo industrial, un libro que cuenta la historia de siete grandes hazañas de la ingeniería del siglo XIX y principios del XX. En 2003 la BBC emitió un docudrama de siete partes que explora estas hazañas, con Cadbury como productora. Cada episodio dramatizó la construcción de una de las siguientes maravillas industriales:
1. SS Great Eastern
2. Faro de Bell Rock
3. Puente de Brooklyn
4. Sistema de alcantarillado del Londres
5. Primer ferrocarril Transcontinental de Estados Unidos
6. Canal de Panamá
7. Presa Hoover

### Siete maravillas del sistema solar
En un artículo de 1999, la revista Astronomy listó las siete maravillas del sistema solar. Más tarde este artículo sería realizado en vídeo.
- Encélado, una luna de Saturno
- La Gran Mancha Roja de Júpiter
- El cinturón de Asteroides
- La superficie del Sol
- Los océanos de la Tierra
- Los anillos de Saturno
- Monte Olimpo en Marte

### Otras listas de maravillas del mundo
Numerosos autores y organizaciones han realizado listas de las maravillas del mundo. Por ejemplo:
- El biógrafo británico, divulgador científico y novelista Ronald W. Clark publicó un llibro sobre las maravillas naturales y hechas por el hombre titulado Wonders of the World, que lista 52 maravillas, una por cada semana del año.[24]
- El escritor de viajes Howard Hillman publicó dos libros sobre el tema, uno con diez maravillas hechas por el hombre y uno con diez maravillas naturales.[25][26]
- Siete Maravillas del Mundo es una película de 1956 en la que Lowell Thomas recorre el mundo en busca de maravillas naturales y el hechas por el hombre e invita a la audiencia a actualizar la lista de maravillas antiguas.